# Alcance (gestión de proyectos)
El alcance de un proyecto es la suma de todos los productos y sus requisitos o características. Se utiliza a veces para representar la totalidad de trabajo necesitado para dar por terminado un proyecto.
En la gestión de proyectos tradicional, las herramientas para describir el alcance de un proyecto son: la estructura de descomposición del producto (EDP o PBS) y las descripciones del mismo. La herramienta primaria para describir el alcance del trabajo en un proyecto es la estructura de descomposición del trabajo.
Si los requisitos del proyecto no se definen totalmente, si no se describen bien o si no hay un control de cambios eficaz, puede sobrevenir entonces un arrastre de alcance o requisitos, y generarse lo que se conoce como el "Síndrome del lavadero".